# 前田建設工業
前田建設工業株式会社（まえだけんせつこうぎょう、英：MAEDA CORPORATION）は、東京都千代田区に本社を置くゼネコン。持株会社であるインフロニア・ホールディングスの連結子会社である。通称「前田建設」。
2019年1⽉8⽇に創業100周年を迎えた。2021年10月1日、子会社であった前田道路および前田製作所と共同で株式移転を行い、持株会社であるインフロニア・ホールディングスを設立し、経営統合した。

## 概要
1919年（大正8年）創業。山岳土木から始まり、これまで日本一の高層マンション、東洋一のダム、世界一の海底トンネルなどのプロジェクトに参画。
近年では、従来の建設「請負」のみのビジネスモデルから「脱請負」事業への転換を進める。国内第1号のコンセッション事業である仙台国際空港や、愛知県有料道路・Aichi Sky Expo・愛知県新体育館（IGアリーナ）の各コンセッションの運営権を獲得しており、日本においてコンセッションのトップランナーの地位を築いている。
創業理念は「良い仕事して 顧客の信頼を得る」。

## 沿革
- 1919年（大正8年）1月 - 福井県出身の前田又兵衛（初代）が、飛島組傘下の前田事務所として創業。
- 1946年（昭和21年）11月 - 前田建設工業株式会社に改組。
- 1960年（昭和35年）- 建築部設立。
- 1962年（昭和37年）
  - 6月 - 東京証券取引所市場第二部に株式上場。
  - 11月 - 株式会社前田製作所を設立。
- 1964年（昭和39年）4月 - 東京証券取引所市場第一部に指定替え。
- 1968年（昭和43年）- 社是「誠実・意欲・技術」制定。
- 1969年（昭和44年）- フジミ工研株式会社を設立（現在は連結子会社）。
- 1976年（昭和48年）
  - 3月 - 東京都練馬区に技術研究所を開設。
  - 5月 - ミヤマ特殊工事株式会社（現在のエフビーエス。連結子会社）を設立。
- 1986年（昭和58年）- フジミビルサービス株式会社（現在のエフビーエス。連結子会社）を設立。
- 2002年（平成14年）12月 - 株式会社なおしや又兵衛（現在の株式会社JM）を設立。
- 2003年（平成15年）2月 - 自社ウェブサイトに「前田建設ファンタジー営業部」設置。
- 2006年（平成18年）
  - 7月 - 水谷建設の巨額脱税問題に関係し、東京地検による家宅捜索が行われる。また、前田又兵衛会長（3代・当時）も事情聴取される。
  - 9月 - 社員が「廃棄物の処理及び清掃に関する法律」違反により横浜海上保安部に逮捕される。
  - 10月 - 元福島県知事の佐藤栄佐久及びその実弟が、木戸ダムの入札に当たり前田建設工業に便宜を図った（ゼネコン談合）として、収賄罪及び競争入札妨害罪で逮捕される。
  - 12月 - 前田又兵衛名誉会長（3代・当時）が、元福島県知事のゼネコン談合に関与した責任及び廃棄物の処理及び清掃に関する法律違反の責任を追及され、名誉会長職を辞任。ただし、前田靖治社長は、マスコミの追及に対し「引き続き会社の建て直しに努めたい」として辞任しなかった。
- 2009年（平成21年）4月 - 創業家以外から初めての社長（小原好一）が就任。
- 2011年（平成23年）1月 - 「飯田橋駅西口地区第一種市街地再開発事業」の着工にともない、本店を千代田区富士見二丁目から同神田猿楽町二丁目に移転[1]。
- 2013年（平成25年）- 『前田建設ファンタジー営業部』が舞台化。
- 2014年（平成26年） - 再開発事業（飯田橋グラン・ブルーム）完成にともない本社を現在地に移転。
- 2016年（平成28年）
  - 4月1日 - 前田操治が社長に就任。
  - 7月1日 - 仙台国際空港（コンセッション）運営開始。
  - 8月 - 愛知道路コンセッション（現在は連結子会社）を設立。
  - 10月1日 - 愛知県有料道路（コンセッション）運営開始。
- 2018年（平成30年）
  - リニア中央新幹線建設工事の談合事件
  - 12月 - 茨城県取手市に新技術研究所「ICI総合センター　ICIラボ」を建設し仮移転。
- 2019年（平成31年/令和元年）
  - 1月8日 - 創業100周年。
  - 2月15日 -「ICIラボ」開所。
  - 8月30日 - 愛知県国際展示場（Aichi Sky Expo）（コンセッション）運営開始。
- 2020年（令和2年）3月 - 前田道路株式会社に対するTOBが成立[2]。
- 2021年（令和3年）
  - 6月29日 - 同社が受注した環境省発注の福島第一原子力発電所事故復興工事において、現場幹部による現金等の搾取が発覚した。該当人物は2012年から5年以上に渡り、福島県楢葉町・双葉町の除染工事・解体工事、中間貯蔵施設の本体工事などの下請け業者らに同社に対して工事費等を不正請求させ、見返りとして高級クラブや海外旅行などの費用を負担させていた他、リベートとして多額の現金を支払わせていたことが確認された[3]。
  - 10月1日 - 前田道路・前田製作所と共同で株式移転を実施し、経営統合。共同持株会社であるインフロニア・ホールディングスの子会社となる[4][5]。

## 歴代社長
- 前田正治：1946年 - 1985年
- 前田顕治：1985年 - 1994年
- 前田靖治：1994年 - 2009年
- 小原好一：2009年 - 2016年
- 前田操治：2016年 -

## 事業所

### 国内事業所
- 本店（東京都千代田区）
- 光が丘本社（東京都練馬区）
- ICI総合センター（茨城県取手市）
- 北海道支店（北海道札幌市）
- 東北支店（宮城県仙台市）
- 東京建築支店（東京都千代田区）
- 東京土木支店（東京都千代田区）
- 関東支店（埼玉県さいたま市）
- 北陸支店（富山県富山市）
- 中部支店（愛知県名古屋市）
- 関西支店（大阪府大阪市）
- 中国支店（広島県広島市）
- 四国支店（香川県高松市）
- 九州支店（福岡県福岡市）
- 沖縄支店（沖縄県那覇市）
- 国際支店（東京都千代田区）

### 海外事業所
- 香港支店（香港特別行政区）
- 台湾出張所（台北 台湾）
- 前田（深圳）建築技術有限公司（深圳 中国）
- プノンペン出張所（プノンペン カンボジア）
- バンコック出張所（バンコク タイ）
- スリランカ出張所（ボンベイ スリランカ）
- ハノイ駐在員事務所（ハノイ ベトナム）
- メキシコ出張所（アグアスカリエンテス州 メキシコ）
- 米国出張所（ミシガン州リボニア アメリカ）

### 現地法人
- MAEDA （BEIJING） BUSINESS CONSULTING CO., LTD.（北京 中国）
- MAEDA VIETNAM CO., LTD.（ホーチミン ベトナム）
- THAI MAEDA CORPORATION LIMITED（バンコク タイ）
- MAEDA CORPORATION INDIA PRIVATE LIMITED（デリー インド）

## 主な施工実績
- 田子倉ダム（1960年）
- 有峰ダム（1961年）
- 関門橋（1971年）
- 高瀬ダム（1979年）
- 青函トンネル（1987年）
- 千葉市動物公園（1991年）
- 福岡ドーム（1993年）
- ハイアットリージェンシー福岡（1993年）
- 海ほたるパーキングエリア（1994年）
- 柏崎刈羽原子力発電所（1995年）
- 南長野運動公園野球場（1996年）

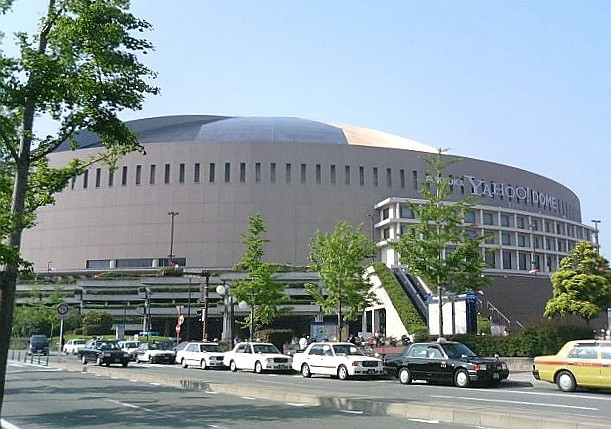
福岡ドーム

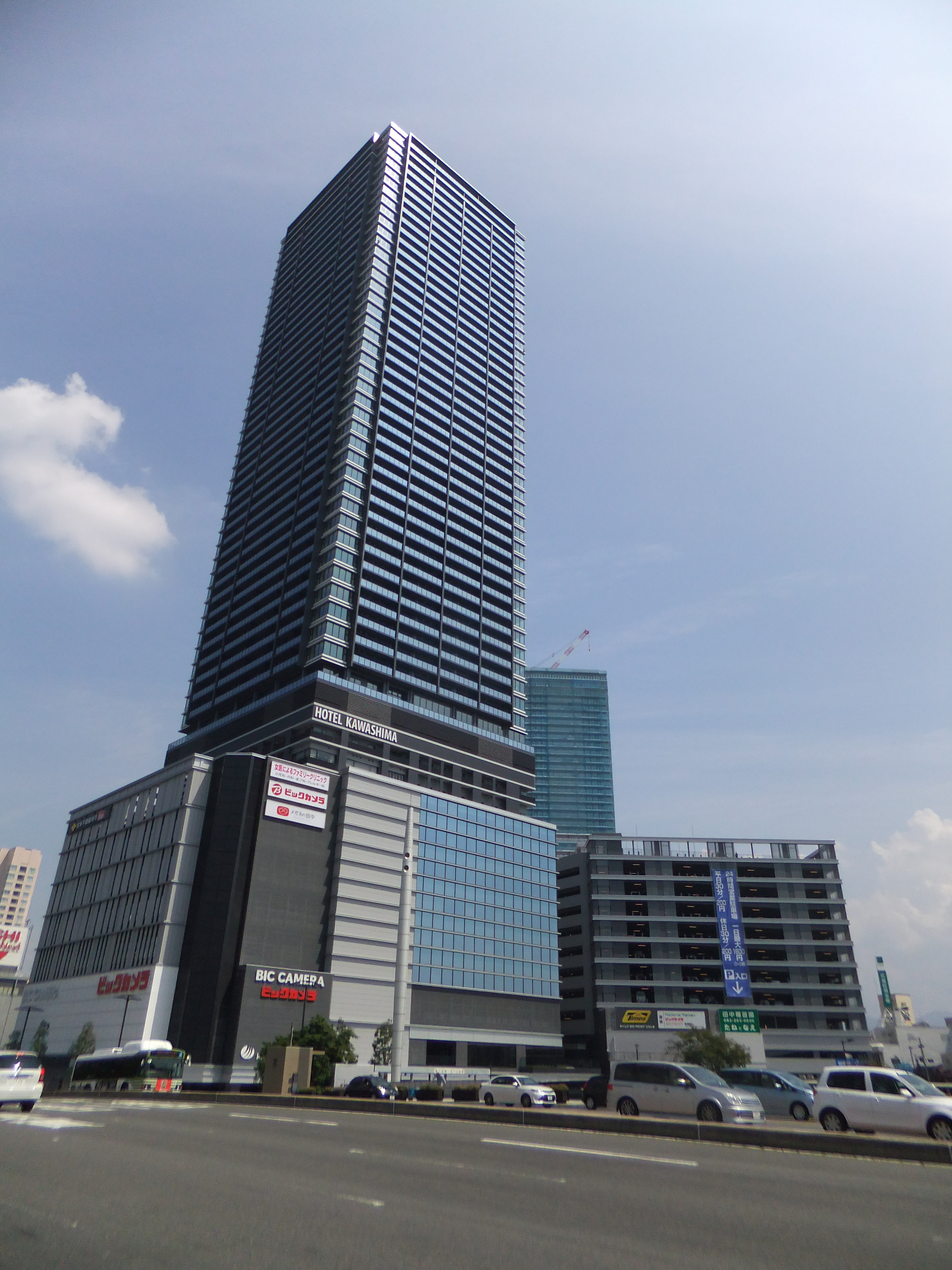
シティタワー広島

- 横浜市営地下鉄ブルーライン下飯田駅（1997年）
- Jヴィレッジ（1997年）
- 東京湾アクアライン（1998年）
- 香港国際空港ターミナル（1998年）
- 北九州メディアドーム（1999年）
- 富山市総合体育館（1999年）
- 宇奈月ダム（2000年）
- 角島大橋（2000年）
- 大津漁港（2000年）
- 福井県立図書館・福井県文書館（2002年）
- リバーウォーク北九州（2003年）
- 青森県立三沢航空科学館（2003年）
- ホテルエミオン東京ベイ（2005年）
- 東北学院中学校・高等学校（2004年）
- 土岐プレミアム・アウトレット（2006年）
- 大和ダム（2007年）
- 綱木川ダム（2007年）
- 木戸ダム（2007年）
- THE TOKYO TOWERS（2008年）
- ストーンカッターズ橋（2009年）
- 羽田空港D滑走路（2010年）
- 東根市立大森小学校（2011年）
- 陣ケ峰トンネル（2011年）
- 中野ツインマークタワー（2012年）
- 徳島県立中央病院（2012年）
- ホルトホール大分（2013年）
- MARK IS 静岡（2013年）
- 酒々井プレミアム・アウトレット（2013年）
- 大妻中野中学校・高等学校（2013年）
- 福岡市立舞鶴小中学校（2014年）
- 住田町役場（2014年）
- 台北捷運松山線（2014年）
- 相模原IC（2014年）
- 北陸新幹線黒部宇奈月温泉駅（2015年）
- シティタワー武蔵小杉（2016年）
- シティタワー広島（2017年）
- 荘内銀行本店（2017年）
- 桐朋学園音楽部門仙川新キャンパス（2017年）
- 黒部市立桜井中学校（2017年）
- 湘南慶育病院（2017年）
- 九州大学（伊都）総合教育研究棟（人文社会学系）（2018年）
- 国際基督教大学新体育館（2018年）

現在も数十物件の建築を行っている。

## 創業者
創業者の前田又兵衛（初代）は、1877年（明治10年）2月8日、足羽川沿いの福井県足羽郡下宇坂村小和清水（現福井市）に生まれた。幼名は松蔵。農業の傍ら小和清水石の石工を兼ねていたが、1899年（明治32年）、京都電灯が足羽川で北陸初の水力発電所（宿布発電所）を建設した ことで、発電所や大型土木工事に関心を持った。
その後、急速な電力の普及で、京都電灯は矢継ぎ早に水力発電所建設計画を実行し、福井では地元の飛嶋文吉（飛島組）がその一翼を担った。
1910年（明治43年）に着工した、宿布上流で又兵衛の地元にあたる小和清水の発電所工事が又兵衛と飛嶋文吉を結び付ける工事となった。飛嶋文吉が受注し、石工工事は実績のある熊谷三太郎（後の熊谷組）が担当したが、この時、地元との折衝の仲介にあたったのが、区長をしていた又兵衛であった。この工事で初めて飛嶋文吉、熊谷三太郎、そしての前田又兵衛の3人が顔を揃え、運命的な工事となったといわれる。この後、熊谷も又兵衛も飛島組に参加、全国の大型工事を受注し、近代福井の「土木建設の三傑」といわれた。
1919年（大正8年）に前田建設工業の前身である前田事務所を設立。信濃川、阿賀野川等名だたる発電所建設工事を担当施工した。1948年（昭和23年）1月3日新郷発電所工事現場において病没。

## 前田建設ファンタジー営業部
ファンタジー営業部は、一般にはなじみが薄いゼネコンの業務内容を広く周知させるため、「ゼネコン汚職事件」などから流布しているゼネコンに対するネガティブなイメージを払拭するべく若手社員発案が元になる組織。部署として実在するわけではなく、それぞれ本来の役職が違う数名の社員がボランティアで所属している組織、及びその活動の名称である。
SF・アニメ作品などに登場する土木施設について、出来るだけ作品内のディテールに準じて、実際の土木技術を用いて建設を行うと仮定し、概算工事費・概算工期の算出を行っている。自社ウェブサイト内のコーナーは2006年まで原則月1回更新されていた。メンバーの人事異動に伴いしばらく更新が行われていなかったが、2010年4月に新プロジェクトを開始。第36回（2005年）星雲賞ノンフィクション部門受賞。
2020年に上田誠（ヨーロッパ企画）脚本・英勉監督・高杉真宙主演で映画化された。興行収入は1億円台後半。

### これまでに取り上げられた題材
- 第1弾：『マジンガーZ』光子力研究所格納庫兼プール建設
- 第2弾：『銀河鉄道999』銀河鉄道株式会社メガロポリス中央ステーション（仮称）発着用高架橋建設
- 第3弾：『グランツーリスモ4』オリジナルコース「グランバレー・スピードウェイ」建設
- 第4弾：民間による国際ロボット救助隊の実現検討（コンサルティング業務）
- 第5弾：『機動戦士ガンダム』ジャブロー基地建設
- 第6弾：『宇宙戦艦ヤマト2199』ヤマト建造
- 第7弾：『マジンガーZ Infinity』鉄十字軍団をマネジメント編

### 単行本
- 『前田建設ファンタジー営業部』（幻冬舎、2004年） ISBN 4344007069　　マジンガーZ編
- 『前田建設ファンタジー営業部NEO』（幻冬舎、2007年） ISBN 9784344013490　　銀河鉄道999編
- 『前田建設ファンタジー営業部3 「機動戦士ガンダム」の巨大基地をつくる』（幻冬舎、2012年） ISBN 9784344021549　　機動戦士ガンダム編

単行本として出版されたほか、『謎のホームページ サラリーマンNEO』でも取り上げられた。

### 企画協力
- 『機動戦士ガンダム』ジャブロー基地建設（月刊『ガンダムエース』2004年6月号） - 上記の第5弾企画とは別に進められた。

### 他社からの依頼
- 協和発酵キリン - サンダーバード基地建設
- ドミノ・ピザ - 月面への店舗建設

### 実写映画
2020年1月31日公開。『マジンガーZ』格納庫建設がテーマ。

#### キャスト
- 土井 - 高杉真宙
- 別所 - 上地雄輔
- 不破 - 六角精児
- 浅川 - 小木博明（おぎやはぎ）
- 江本 - 岸井ゆきの
- 近田 - 本多力
- 山田 - 町田啓太
- 入江 - 山田純大
- 河野 - 鈴木拓（ドランクドラゴン）
- デスラー総統 - 水上剣星
- 野宮 - 高橋努
- 堀部 - 濱田マリ
- 田崎 - 鶴見辰吾
- 永井豪（本人役） - 永井豪
- 声の出演 - 柴田秀勝、田中秀幸、庄司宇芽香

#### スタッフ
- 原作 - 前田建設工業株式会社『前田建設ファンタジー営業部1 「マジンガーZ」地下格納庫編』（幻冬舎文庫）、永井豪『マジンガーZ』
- 監督 - 英勉
- 脚本 - 上田誠（ヨーロッパ企画）
- 音楽 - 坂本英城
- 主題歌 - 氣志團「今日から俺たちは!!」（影別苦須 虎津苦須）
- 企画・プロデュース - 佐治幸宏
- プロデューサー - 森重宏美、西川朝子、坂口慎一郎
- 撮影 - 小松高志（J.S.C.）
- Bカメラ - 大嶋良教（J.S.C.）
- 照明 - 蒔苗友一郎
- 美術 - 金勝浩一
- 録音 - 加来昭彦
- 装飾 - 中澤正英
- 編集 - 相良直一郎
- 助監督 - 富永拓輝
- 音響効果 - 柴崎憲治
- VFXスーパーバイザー - 大萩真司
- 特殊造型 - 星川保
- アニメーションプロデューサー・演出 - 梅澤淳稔
- 劇中資料協力 - ダム技術センター、日本大ダム会議、国土地理院20万分の１地勢図
- 協賛 - 前田製作所、前田建設工業協力会社・前友会「TEAM-Z」、JM（なおしや又兵衛）
- 特別協力 - ダイナミック企画、東映アニメーション
- 協力 - 日立造船、栗本鐵工所
- 企画監修 - 岩坂照之（前田建設工業）
- 企画制作協力 - ギークピクチュアズ、ギークサイト
- 配給 - バンダイナムコアーツ、東京テアトル
- 制作プロダクション - ADKクリエイティブ・ワン、パイプライン
- 製作 - 映画『前田建設ファンタジー営業部』Team F（バンダイナムコアーツ、前田建設工業、イオンエンターテイメント、TBSラジオ、パイプライン

## 関連会社
- 前田道路 - 道路舗装会社。業界大手。2020年3月に敵対的買収を成立させ連結子会社化、その後経営統合。
- 前田製作所 - クレーン・高所作業車の製造・販売など
- 光邦 - 出版物の印刷など
- 東洋建設 - 海洋土木大手。財務悪化により前田建設工業と資本提携、現在は持分法適用関連会社
- 光が丘興産 - 建設資材卸売・不動産賃貸・輸入食品の販売とレストラン経営・保険代理店など
- フジミ工研 - コンクリート二次製品の生産
- エフビーエス - ビルメンテナンス・土木工事請負など
- JM - 前田建設の旧リテール事業部より分離・独立
- ジェイシティー - J・CITY施設管理、ホテルカデンツァ東京[13] の運営など
- 仙台国際空港 - 仙台空港の運営会社で東急・豊田通商等と共に出資
- 愛知道路コンセッション - 知多半島道路ほか愛知県内の有料道路8路線の運営会社。森トラスト・大和ハウス工業等と共同出資。
- 大洲バイオマス発電 - 大洲バイオマス発電所運営会社。石油資源開発等と共同出資。
- みおつくし工業用水コンセッション - 大阪市工業用水事業の運営会社。前田建設（出資比率71%）が代表企業。日本工営（25%）、NTT西日本（3%）、東芝インフラシステムズ（1%）と共同出資

ほか